# Alphonse Bausback
Pour les articles homonymes, voir Bausback.
Alphonse Bausback (né à Paris le 9 août 1859, où il est mort le 4 janvier 1885) est un sculpteur français.

## Biographie
Élève de Duboy et Laporte, il expose des médaillons en plâtre aux Salons de 1878, 1881 et 1883.
Il meurt en 1885 à 25 ans.